# لاسلو پاپ (کشتی‌گیر)
لاسلو پاپ (مجاری: László Papp; ۴ ژانویهٔ ۱۹۰۵ – ۲۸ ژانویهٔ ۱۹۸۹) کشتی‌گیر اهل مجارستان بود.